# Audi Forum (Neckarsulm)

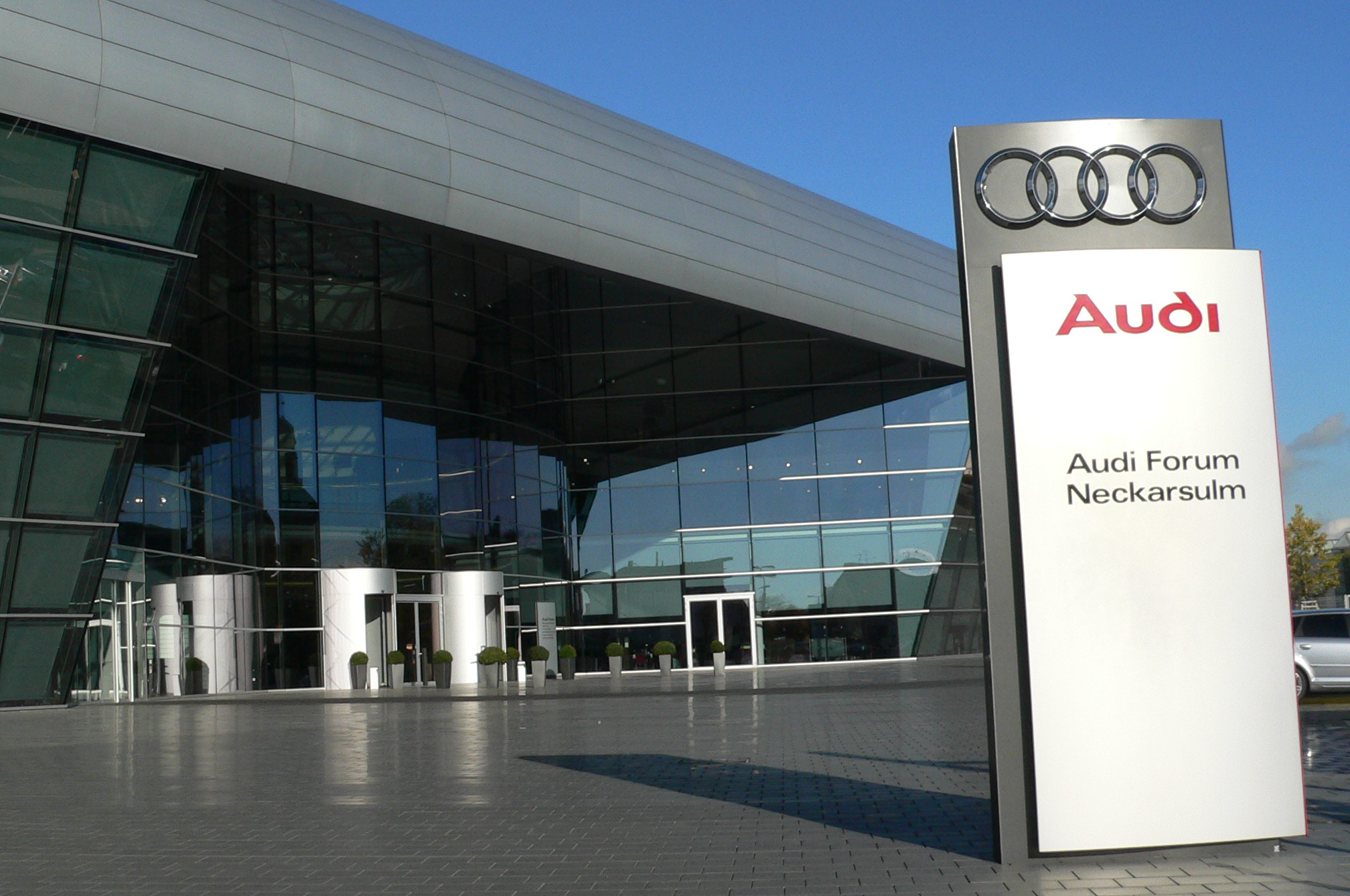
Audi Forum Neckarsulm (2006)

Het Audi Forum in Neckarsulm is een representatief gebouw van Audi AG, met een service center, een mogelijkheid voor Audi A6- en A8-kopers om hun auto op te halen, een tentoonstelling van historische Audi-, Horch- en NSU-modellen, een Audi Shop, een restaurant en een conferentiecentrum. Audi AG beschikt over nog een forum in Ingolstadt.
Het forum opende in 2005 zijn deuren, nadat in 2002 het service center was geopend en in 2003 de parkeergarage. Het architectenbureau Beucker Maschlanka und Partner uit Düsseldorf ontwierp het pand. De drie etages zijn ovaal vormgegeven en moeten een indruk van beweging weergeven. De bouw kostte € 60 miljoen.
Op de begane grond is een permanente tentoonstelling van actuele Audi modellen, met veertien plaatsen die zijn gereserveerd voor het uitleveren van auto's aan klanten. Ook het restaurant en een speelhoek voor de kinderen bevinden zich hier.

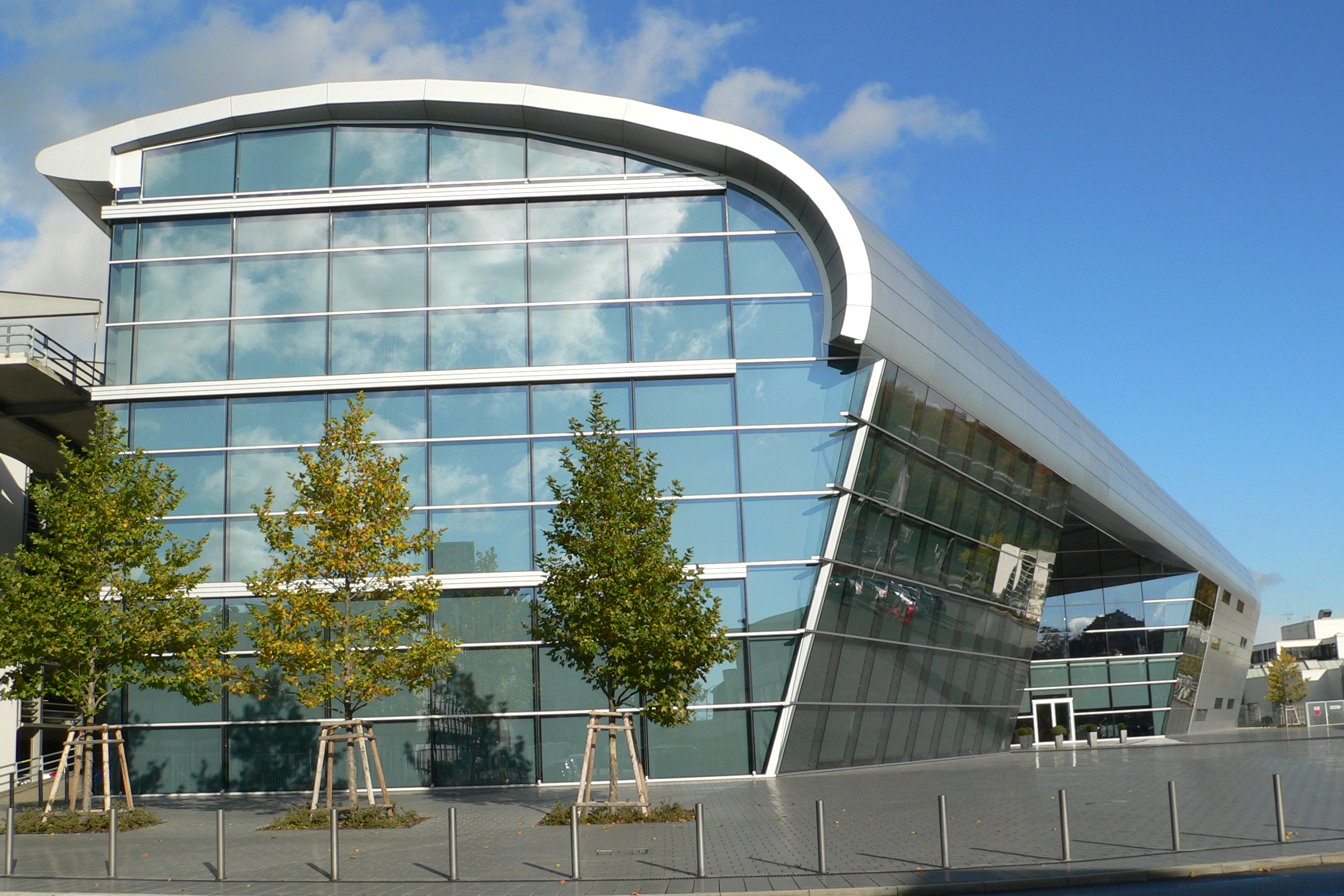
Glazen front aan de zuidzijde
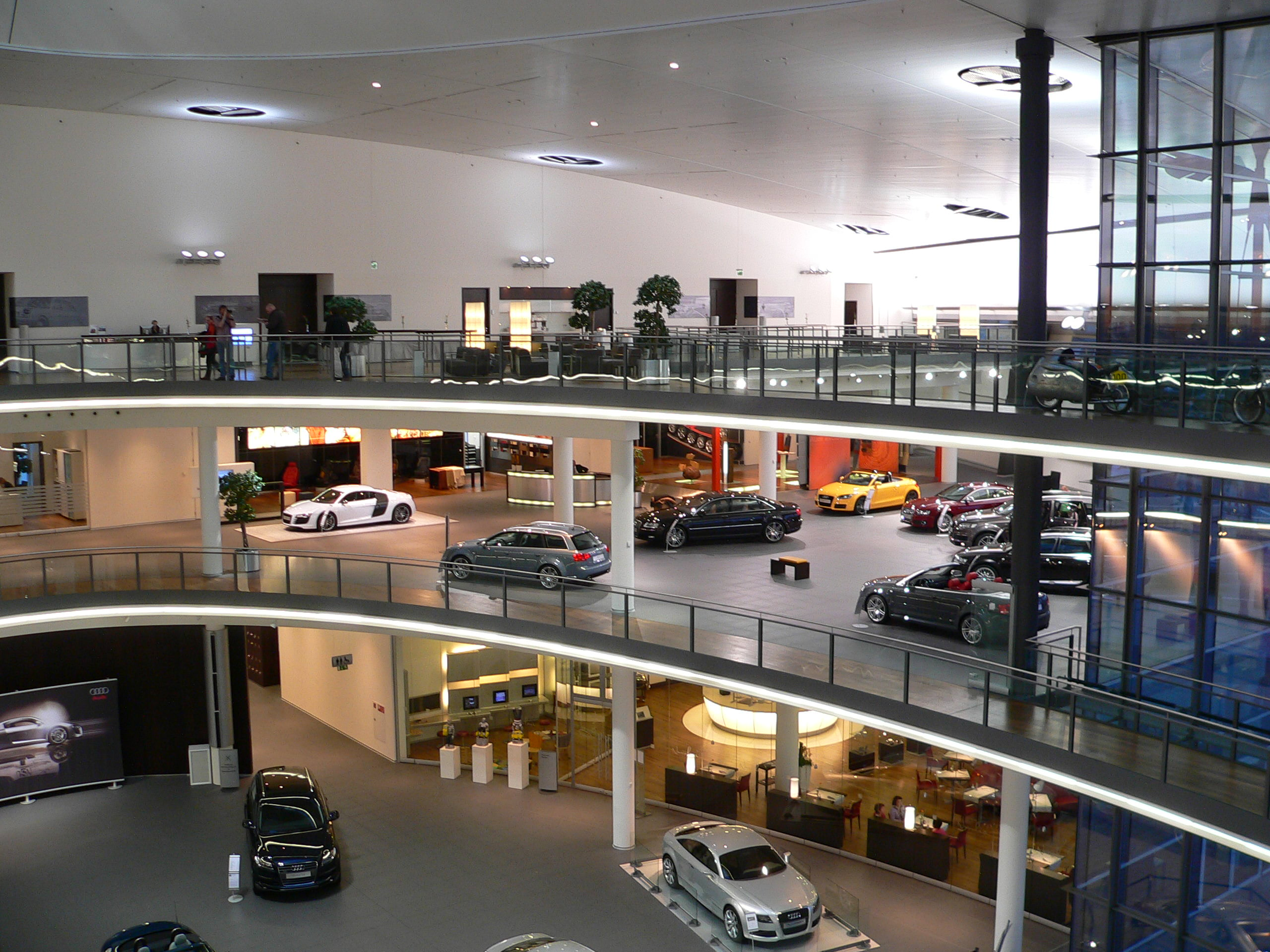
Overzicht van de verdiepingen
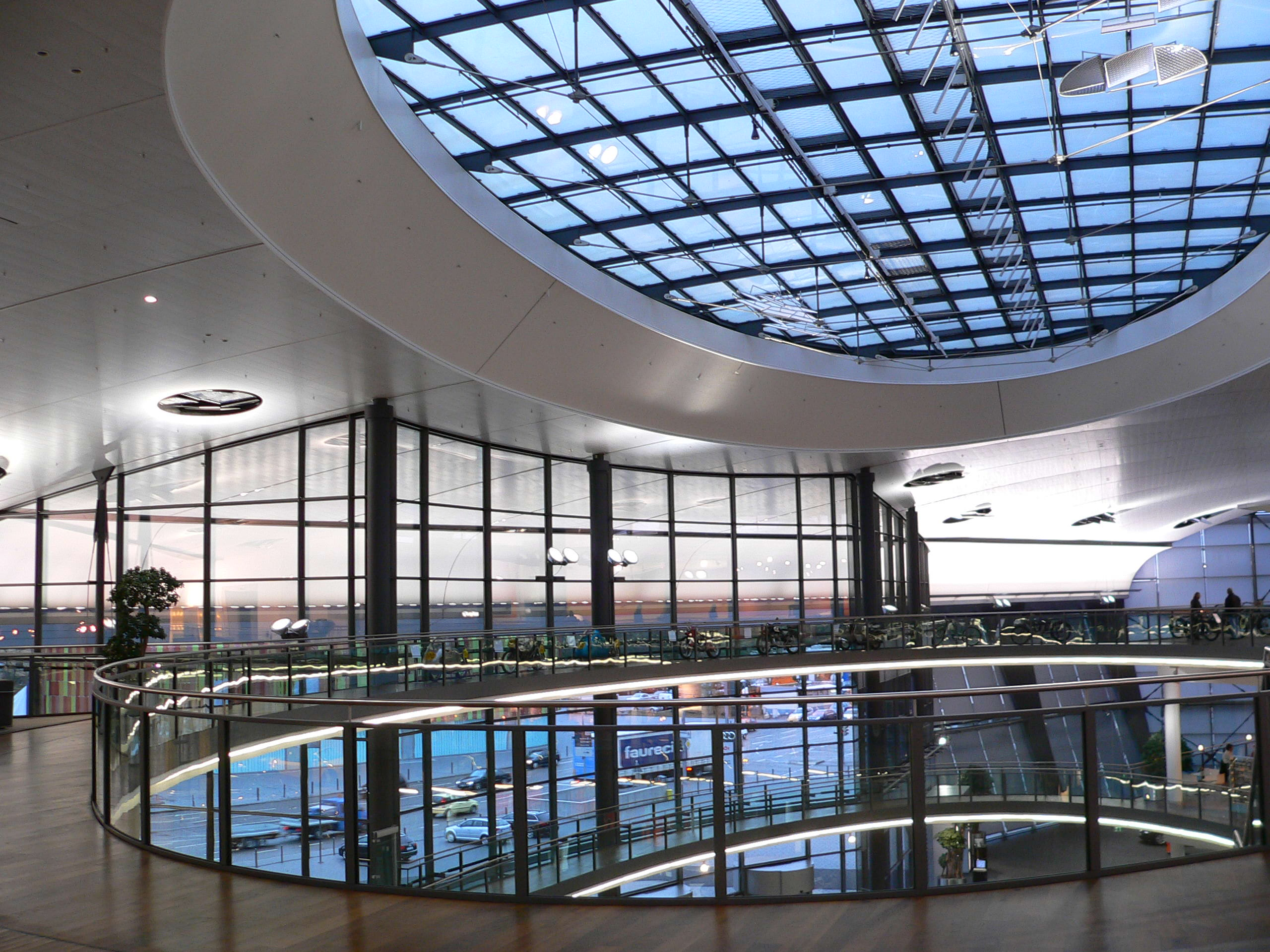
Ovaal vormgegeven constructie
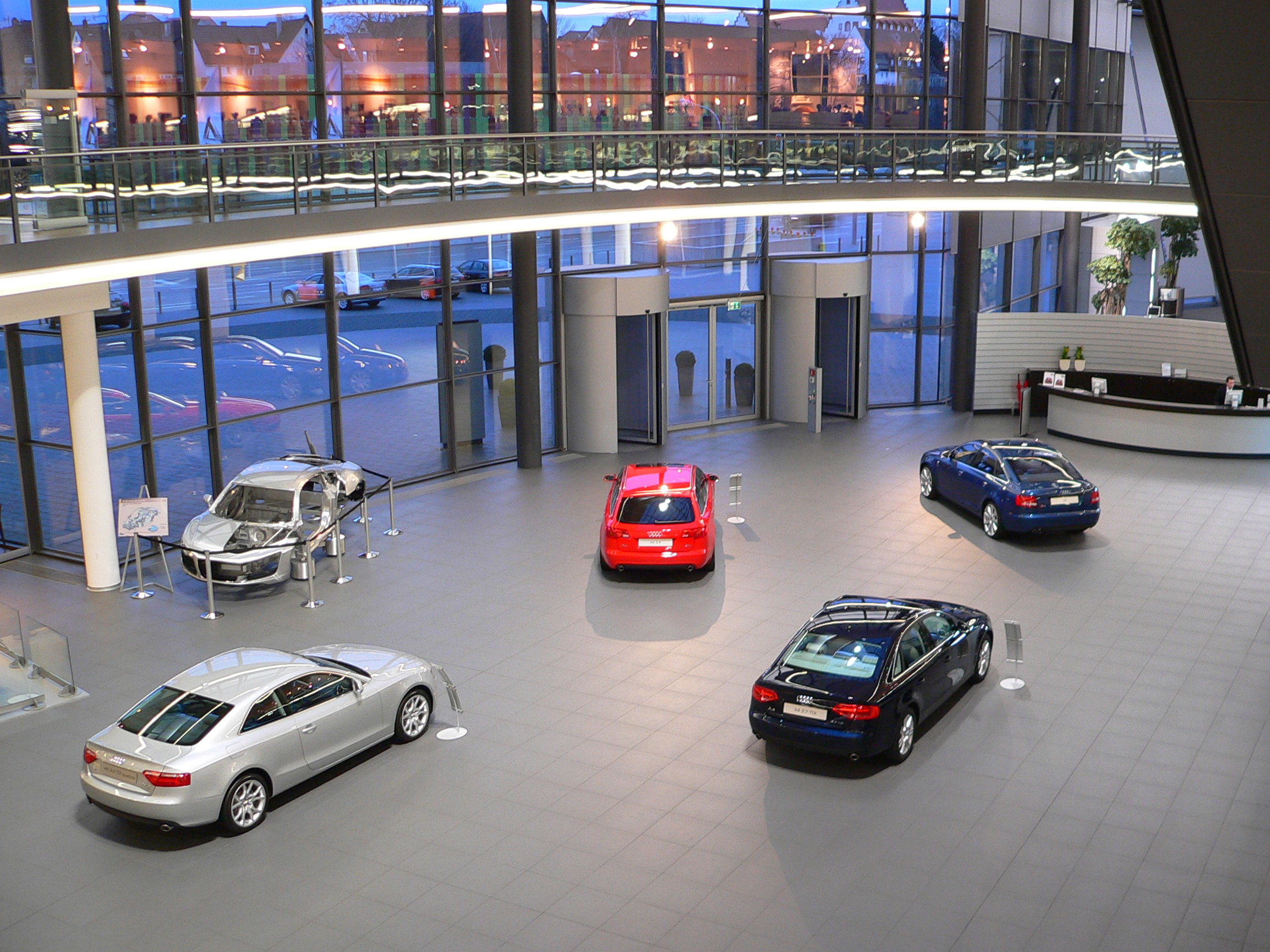
Overzicht actuele Audi modellen

De eerste etage, bereikbaar vanuit de parkeergarage, is voor ontvangst van klanten. Hier bevinden zich de Audi Shop en de Audi Exclusive Studio, waar met allerlei materialen en kleuren een Audi naar wens kan worden samengesteld. De Audi-klant kan hier een bezoek aan de fabriek plannen.
De tweede en bovenste etage is ingericht als overzichtstentoonstelling van Audi-modellen en modellen van merken die zijn gefuseerd tot het huidige Audi-merk. Er zijn ook ruimtes voor conferenties of vergaderingen. Er worden dertien automobielen en elf motorfietsen tentoongesteld

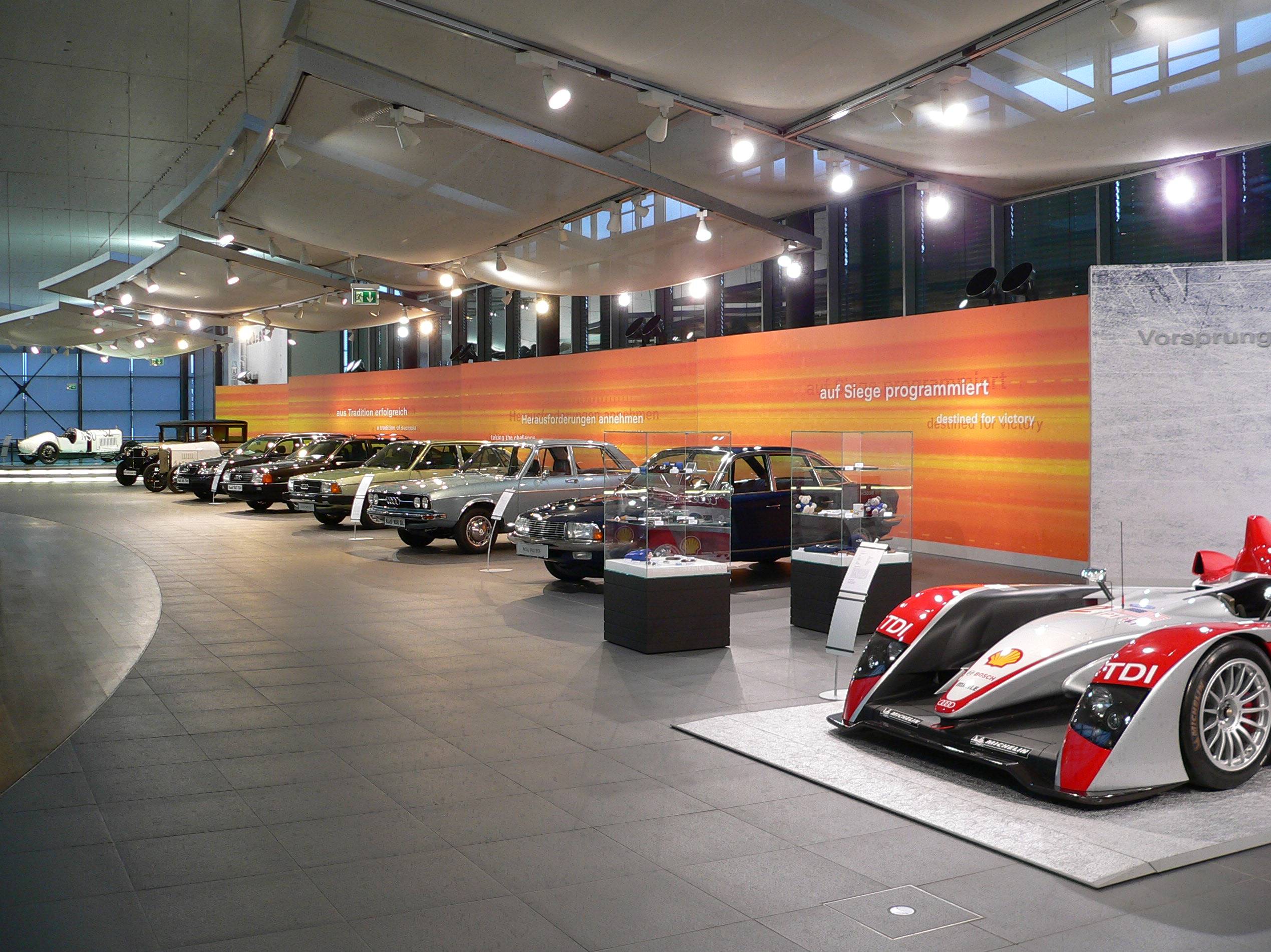
Audi overzichtstentoonstelling
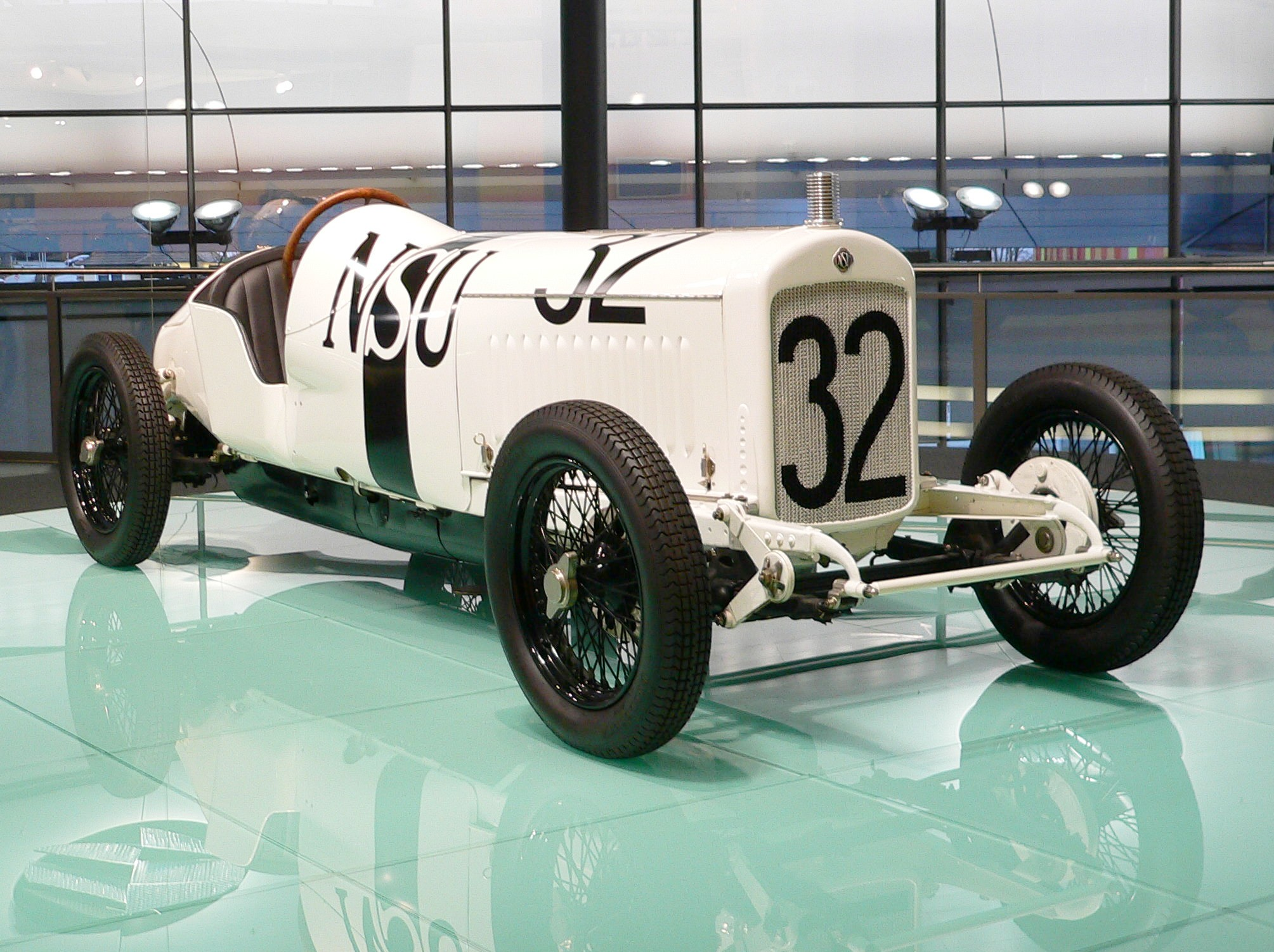
NSU 6/60 Kompressor racewagen
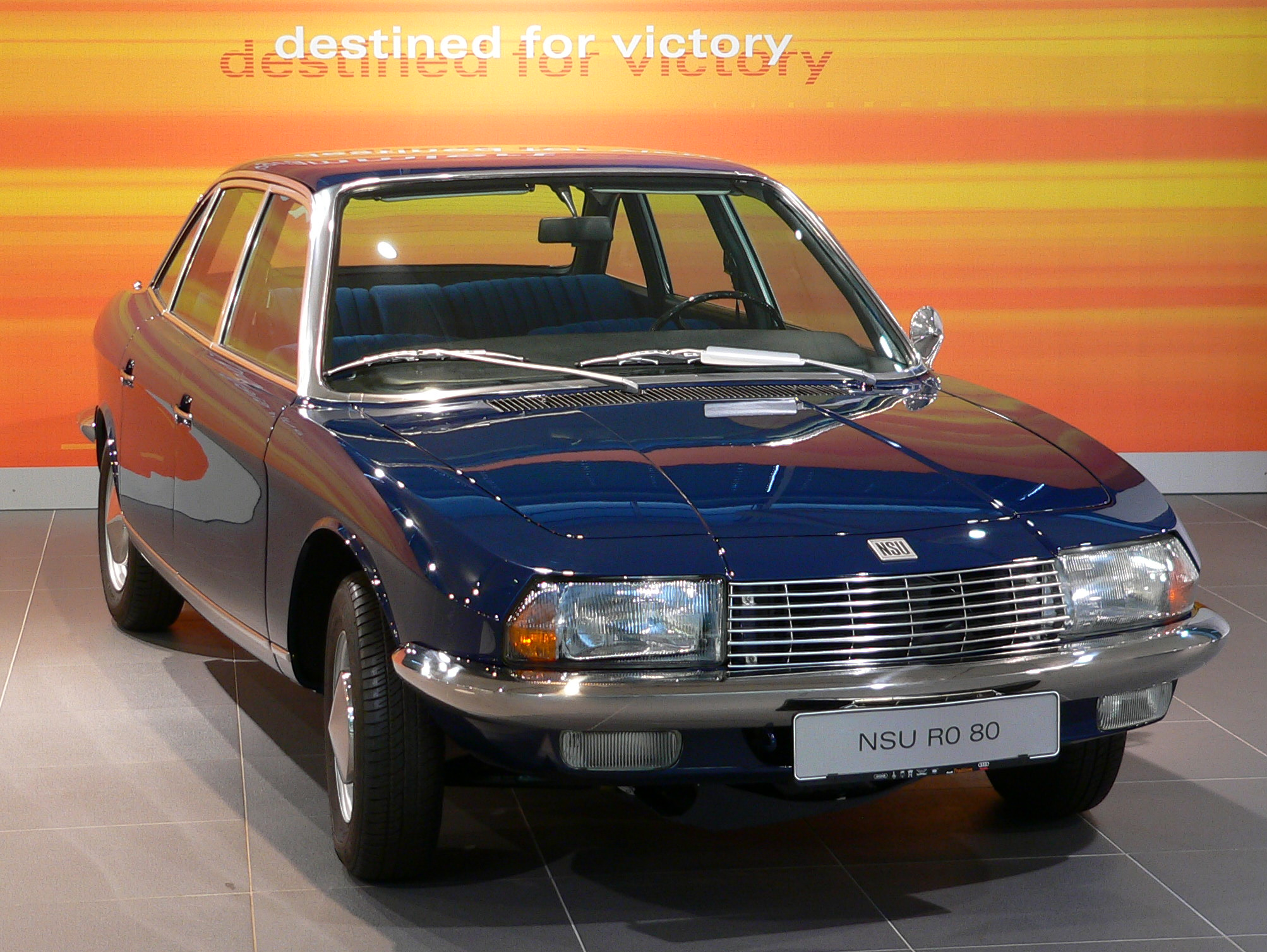
NSU Ro 80 (met Wankelmotor)
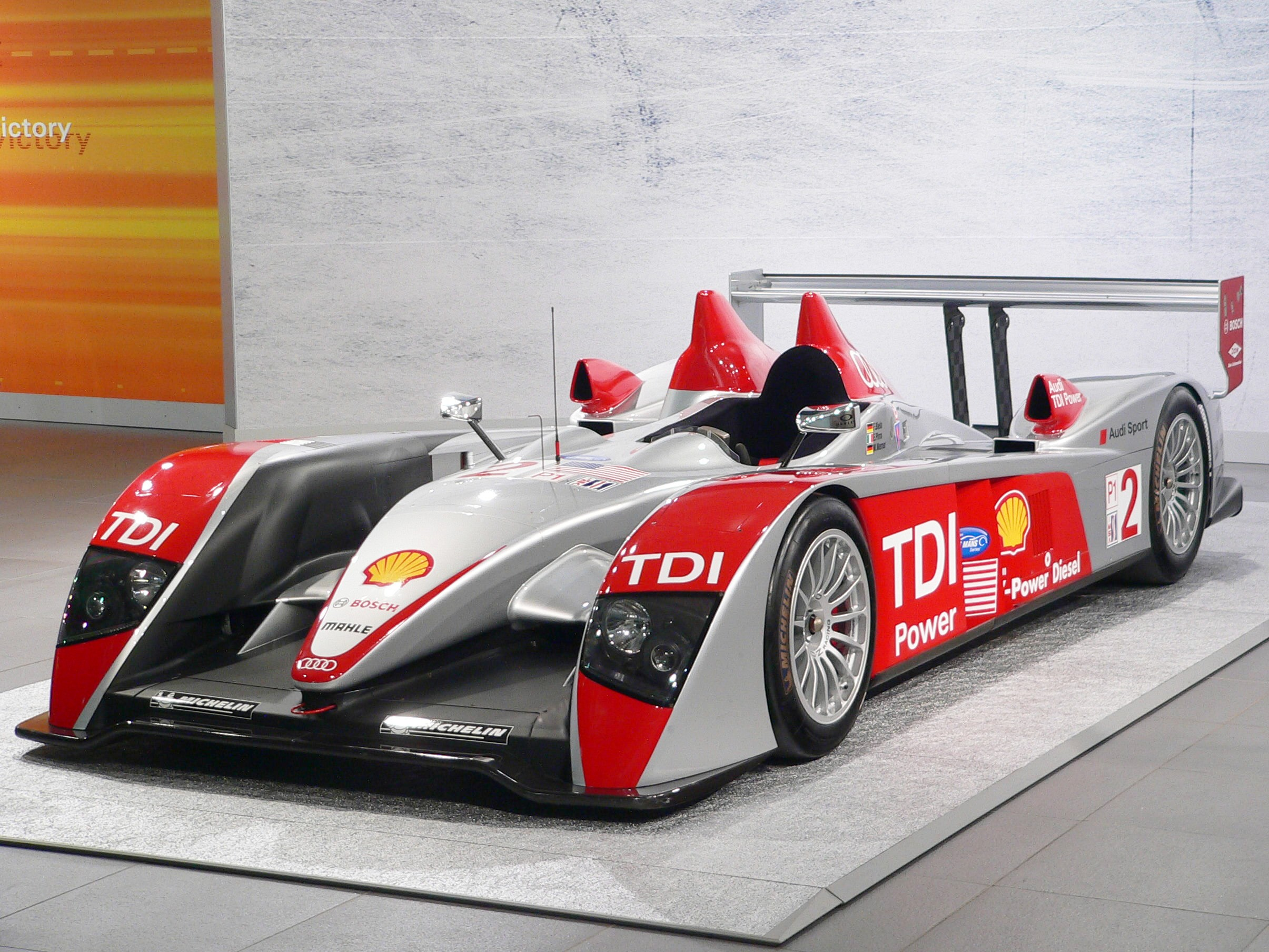
Audi R10 TDI LM P1
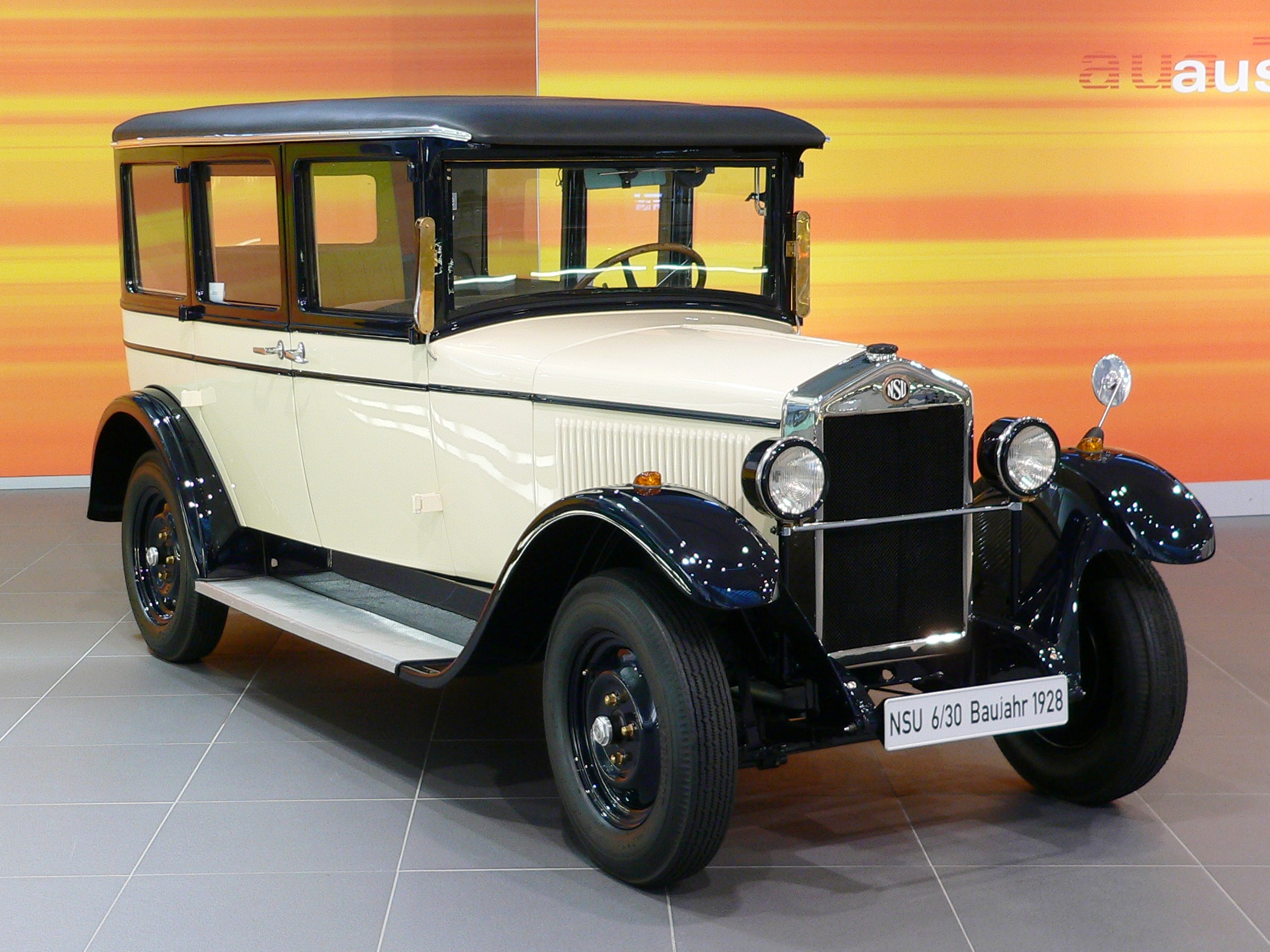
NSU 6/30 (1928)
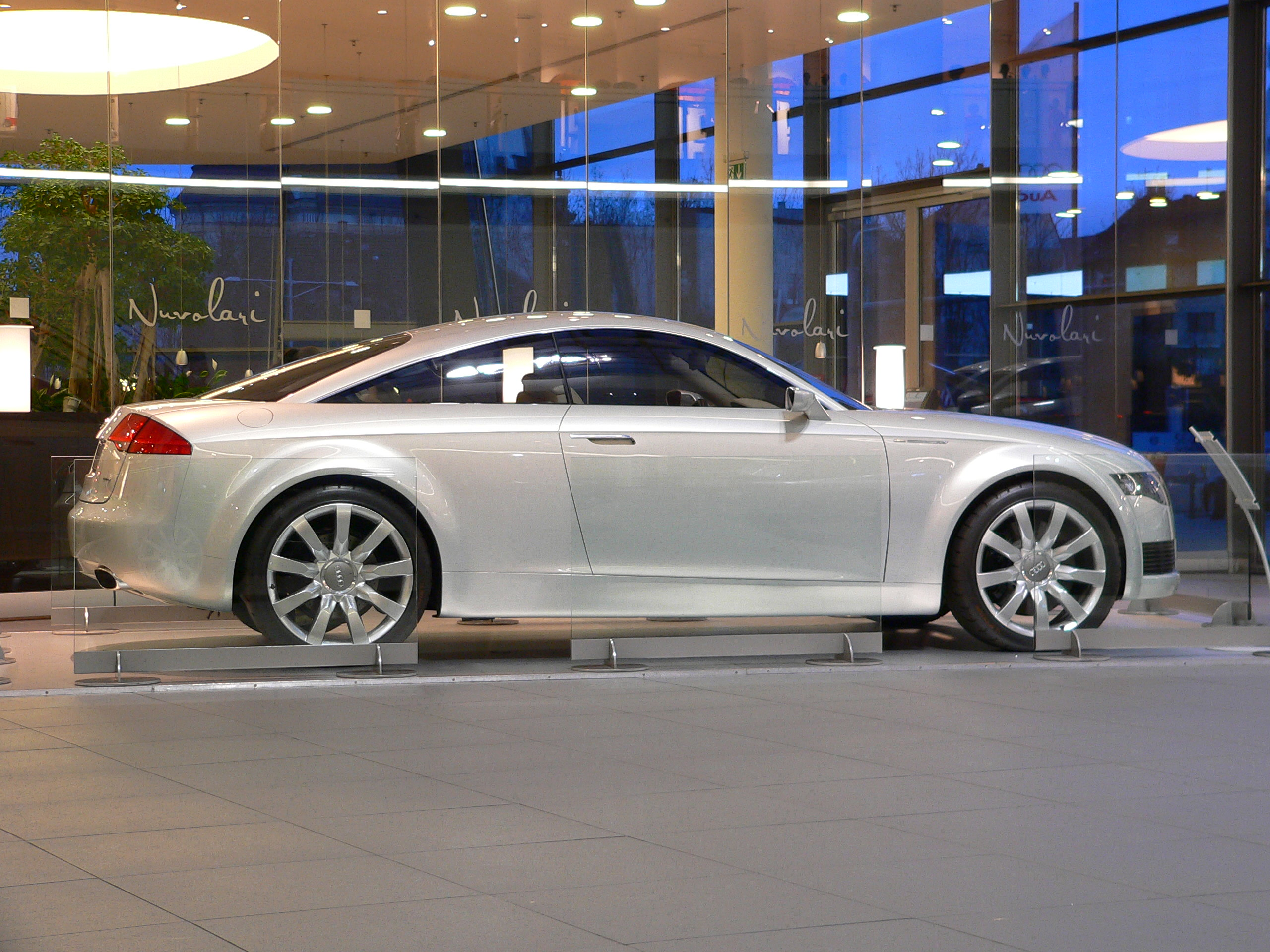
Audi Nuvolari quattro (studiemodel)
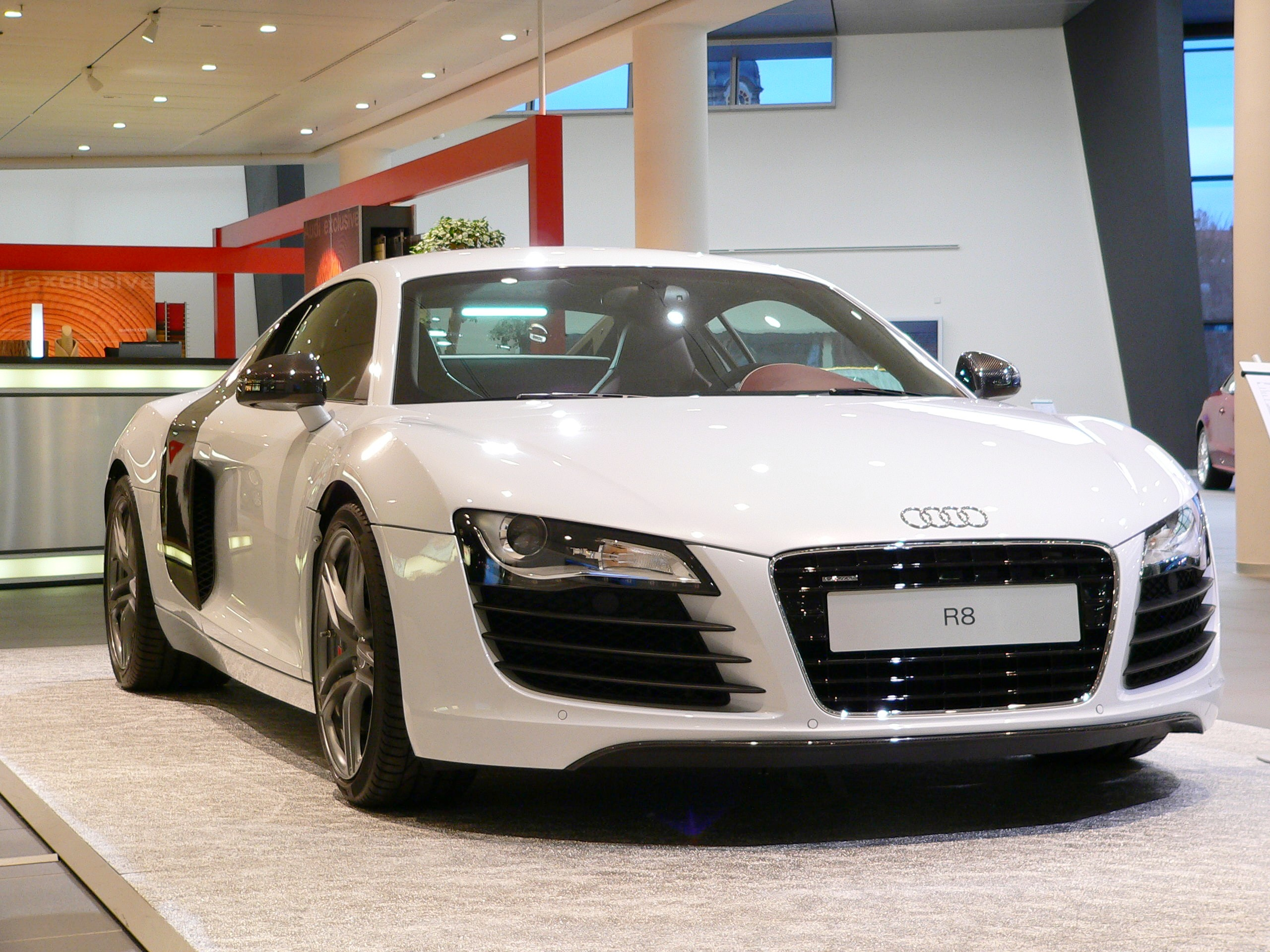
Audi R8
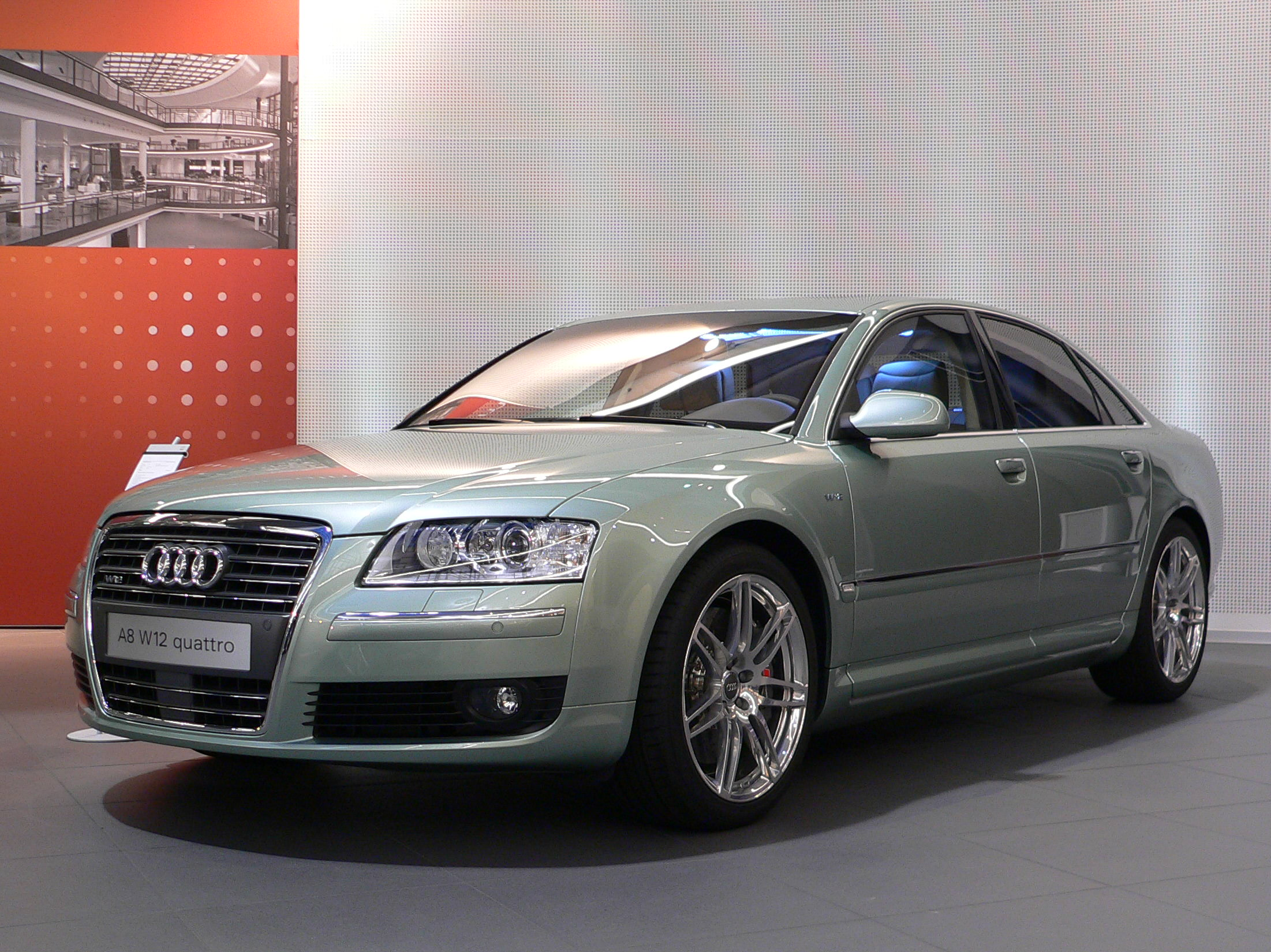
Audi A8 W12 quattro

- Virtual International Authority File: 316767820